# Sebastiano Serafini
Sebastiano Serafini (Trento...). E' un modello, cantante, attore, musicista, compositore e produttore di videogiochi Italiano. vive a Tokyo. Giappone. Come facente parte di una band, ha lavorato in diversi paesi tra cui Hong Kong, Giappone, Italia e Germania, oltre che in Thailandia laddove ha fatto la sua apparizione come MC finale agli You2Play Awards 2013.
Ha recitato in ruoli ricorrenti come l'otaku Luca nel dorama Nihonjin no Shiranai Nihongo di Yomiuri TV, ed ha partecipato alla serie televisiva Pompei in qualità di figlio di Girolamo Panzetta. Serafini ha iniziato la propria carriera di modello per la prima volta a 15 anni, scoperto da Roberto Cavalli. È anche co-fondatore di "Unlisted Community", fondatore dello studio di videogiochi con sede a Tokyo Serafini Productions e autore di diversi manga digitali, tra cui UNSUBSCRIBERS e YTHS.
Ha tre canali su YouTube, uno di musica e gli altri due di cultura giapponese e altri argomenti.

## Design
Serafini, che era presente a Tokyo durante il terremoto e maremoto del Tōhoku del 2011 e ha perso un amico nello tsunami che ne è risultato, ha co-fondato "Hope", un progetto di raccolta fondi per creare T-shirt da vendere in aiuto alle vittime, con la compagnia di moda "Like Atmosphere". Secondo Serafini, c'è anche un progetto "Hope Jewelry", una collaborazione con Soho Hearts.
Dopo aver lasciato il Giappone ha trascorso una settimana a Los Angeles ospitando raccolte fondi di soccorso insieme al giornalista e fashion blogger canadese La Carmina, con il quale ha anche contribuito a LA Weekly.
Più tardi sempre nel 2011 ha progettato un anello in collaborazione con "Strange Freak Designs", presentato in Accestyle.

## Moda
Ha posato da modello per marchi e linee di moda tra cui h.Naoto, Sixh., Lip Service, Gstar, Stand Up !! The Fragile, Toni & Guy, Paul Smith, Jury Black, Blablahospital tenuto da kawano e True Religion. Nella primavera del 2013 è stato scelto come volto di una campagna per i negozi di accessori Gintoki.

## Musica
Serafini è stato inizialmente un membro del gruppo visual rock italiano DNR (Dreams Not Reality) suonando la tastiera e interpretando dal 2011 al 2013. Ha aperto per Versailles il 4 giugno 2011 a Salerno e ha suonato al V-Rock Festival 2011 che si è tenuto alla Saitama Super Arena. Hanno anche suonato come parte della scaletta per V-Love Live International, che si è svolta due giorni dopo, il 25 ottobre. Con la formazione composta da Seba DNR è stata la prima boy band non giapponese ad esibirsi all'evento "Stylish Wave" presso l'Akasaka BLITZ.
Seba aveva anche collaborato con Yu Phoenix di Cinema Bizarre per creare una band chiamata "Monochrome Hearts", che però sembra da allora essersi sciolta definitivamente; il loro primo singolo, Your Knight è stato distribuito su Amazon.com e iTunes nel gennaio 2013. Il secondo intitolato When the Night Kills the Day è invece uscito il 13 luglio 2013.
Nel 2014, ha pubblicato Never Walk Alone, con video musicali del fashion director Misha Janette.
All'inizio del 2015 Serafini si unì alla visual band Vocaloid giapponese "Ecthelion" in qualità di operatore. Questa line-up ha debuttato alla prima mostra personale del primo anniversario della band presso Takadanobaba AREA il 25 marzo 2013.
Nel 2015 ha registrato il suo primo album discografico da solista in Germania; ha descritto il suono prodotto come musica pop combinata con un mix di elementi dubstep e hardcore. Il video per il suo singolo di debutto in solitario Fallen (uscito il 7 novembre 2014 e che ha raggiunto il primo posto nella classifica tedesca di iTunes pop nel suo primo giorno di pre-ordinazioni) presenta apparizioni cameo di artisti giapponesi tra cui Aoi dalla band Shazna, Yukimi (ex membro di "Unite"), l'artista shironuri nonché la pittrice iperrealista Hikaru Cho. Un remix di Fallen è stato emesso il 21 novembre. Quest'ultimo è impostato per essere utilizzato come colonna sonora per la serie TV Columns.
Nel marzo del 2015 ha pubblicato il singolo Inori, con la collaborazione del violinista tedesco Max Reimer. Sono stati prodotti due video musicali per la canzone; l'originale del quale è stato girato sulla spiaggia di Napoli, seguito da una versione storica a tema giapponese filmata al Toei Kyoto Studio Park. È stato seguito da I Bleed. Dopo di allora, nel suo singolo Do not Say, interpreta l'attrice Linah Matsuoka.
Nell'ottobre del 2015 sono stati pubblicati tre singoli: Akane (il video per il quale è stato concesso il diritto per la prima volta in assoluto di filmare all'interno del Castello del Buonconsiglio a Trento), Tsubasa e un nuovo mix di When the Night Kills the Day.
Nel 2016 ha pubblicato il singolo Avalon il 27 di gennaio, Escape to Infinity a marzo e Higher ad aprile: tutti e tre i video musicali sono stati girati in Italia. Più tardi, a maggio, ha pubblicato Eclipse, seguito da Time for a Better World a luglio. Le canzoni forniscono la colonna sonora dell'anime White.
A settembre del 2016 Serafini ha pubblicato tre video musicali: Higher in una doppia versione in lingua inglese e in
lingua giapponese (i costumi per i quali sono stati progettati dagli studenti del Bunka Fashion College) e Time for a Better World (una collaborazione con Deadpool in cui indossava il costume originale usato nella pellicola). All'inizio di luglio ha pubblicato Fighting Demons in collaborazione con Dominic Pierson.
A novembre del 2016 ha pubblicato il suo nuovo album intitolato Aeon.
Nel 2017 Serafini ha pubblicato il video musicale per la sua canzone Trust the light il 1º di gennaio e il suo 15º singolo Tornado il 23 di febbraio; a marzo ha rilasciato la versione giapponese di Your Knight.
Il 15 maggio 2018 ha pubblicato un nuovo singolo: Flower, seguito da Another World Falls Down, Beyond this World e Neverland.
Il 1º giugno 2019 è la volta di Miracle, il cui music video viene rilasciato nel dicembre 2019, con la partecipazione di Eriko Kawasaki, youtuber giapponese in Italia.
Nel 2020, il 10 marzo, When you Fall Apart. Il 29 marzo 銀河, Lost Soul il 10 aprile ed infine コトノハ a luglio 2020, singolo a cui hanno partecipato Matz ed Eriko.

## Discografia

### Album in studio
- 2016 — Aeon
- 2017 — If

### Singoli
- 2017 — Escape to Infinity
- 2017 — Fire
- 2017 — Fighting Demons
- 2018 — Flower
- 2018 — Another World Falls Down
- 2018 — Beyond This World
- 2018 — Neverland
- 2019 — Miracle
- 2020 — When you fall apart
- 2020 — Galaxy

## Videografia
- When you fall apart (2020)
- Miracle (2019)
- Flower (2018)
- Alive (2017)
- On the Run (2017)
- Fire (2017)
- Tornado (2017)
- Trust the light (2017)
- Higher (2016)
- Fighting Demons (2016)[73]
- Time for a Better World (2016)[71]
- Eclipse (2016)[71][72]
- Escape to Infinity (2016)[70]
- Avalon (2016) feat. Matthew P. Perry[70][75]
- Your Knight feat. Yu Phoenix (2015)
- When the Night Kills the Day feat. Yu Phoenix (2015)[68]
- Tsubasa (2015)
- Akane (2015)[67]
- Don't Say (2015)[76]
- I Bleed (2015)
- Inori (2015)[58][60]
- Never Walk Alone (2014)[77]
- Fallen (2014)